# Тарнопольская губерния
Тарнопольская губерния — административно-территориальная единица, созданная после занятия Восточной Галиции российскими войсками во время Первой мировой войны.

## История
Образована в сентябре 1914 в составе Временного военного генерал-губернаторства Галиция.
В результате Горлицкого прорыва 1915 австро-венгерских и германских войск западная часть Тарнопольской губернии оставлена российскими войсками. Прекратила существование после занятия всей её территории германскими войсками в июле 1917.

## Административное деление
В административном отношении губерния была поделена на 15 уездов. Центр — город Тарнополь.
| №  | Уезд           | Уездный город |
| -- | -------------- | ------------- |
| 1  | Бережанский    | Бережаны      |
| 2  | Богородчанский | Богородчаны   |
| 3  | Борщёвский     | Борщёв        |
| 4  | Бучачский      | Бучач         |
| 5  | Гусятинский    | Гусятин       |
| 6  | Залещицкий     | Залещики      |
| 7  | Збаражский     | Збараж        |
| 8  | Калушский      | Калуш         |
| 9  | Подгаецкий     | Подгайцы      |
| 10 | Скалатский     | Скалат        |
| 11 | Станиславский  | Станислав     |
| 12 | Тарнопольский  | Тарнополь     |
| 13 | Теребовлянский | Теребовля     |
| 14 | Толмачский     | Тлумач        |
| 15 | Чертковский    | Чертков       |

## Население
Население губернии составляло около — 1,5 млн человек (по переписи 1910).

## Экономика
Губерния обладала развитой сетью железных дорог. По её территории проходили линии: Перемышль — Львов — Злочов — Тарнополь — Подволочиск, Тарнополь — Збараж, Тарнополь — Иване-Пусте, Копычинце — Гусятин, Новый Загорж — Хыров — Самбор — Стрый — Станиславов, Галич — Тарнополь, Хрыплин — Бучач — Чортков — Копачинцы, Львов — Подгайце.